# Zambia címere

Zambia címere

Zambia címere egy fekete-fehér hullámos sávokból álló pajzs, mely a Viktória-vízesést szimbolizálja. A pajzsot két oldalról egy férfi és egy nő tarja, egy zöld dombon állva, ahol egy zebra és egy tárna is látható. Felül egy aranyszínű sas, valamint egy kapa és egy csákány díszíti, utalva a bányászat és a mezőgazdaság fontosságára. Alul, fehér szalagon az ország mottója olvasható: „One Zambia, One Nation” (Egy Zambia, egy nemzet). 